# نمتان
نمتان هي بلدة في مقاطعة شهرسبز في ولاية قشقداريا في أوزبكستان.